# オル型給油艦 (2代)
オル型給油艦（英語: Ol-class tanker）とは、イギリス海軍補助艦隊が運用する高速艦隊給油艦（Fast Fleet Tanker）である。

## 概要
タイド型の後期型を基に設計され、船体の全長・全幅の拡大や機関の高出力化による高速化などの改良が施されている。3隻が建造され、フォークランド紛争や湾岸戦争などにおいて、本国から遠隔地に展開するイギリス海軍艦艇に燃料のみならず食糧、真水、弾薬、その他消耗品を補給し、艦隊行動を支えた。
イギリス海軍においては新型のフォート・ヴィクトリア級補給艦やウェーブ型給油艦に更新され、2000年までに全艦が退役した。
また、帝政イラン海軍からの発注によってオル型の改良型1隻が1976年からスワン・ハンターで建造された。同艦はイラン・イスラム革命後の1984年にイラン・イスラム共和国海軍に引き渡され、「ハールク (Kharg)」と命名され就役した。2021年6月2日、ハールクはオマーン湾で火災を起こし、沈没した。

## 同型艦
1番艦の「A122 オルウェン」と3番艦の「A124 オルメダ」は、就役当初はそれぞれ「A122 オリュンサス (RFA Olynthus)」「A124 オーリエンダー (RFA Oleander)」と命名されていたが、前者はオベロン級潜水艦の「オリンパス (HMS Olympus)」、
後者はリアンダー級フリゲートの「リアンダー (HMS Leander)」との混同を避けるために改名された。
| 導入国       | #    | 艦名                 | 造船所             | 起工           | 進水            | 就役            | 退役               | リンク |
| ------------ | ---- | -------------------- | ------------------ | -------------- | --------------- | --------------- | ------------------ | ------ |
| イギリス海軍 | A122 | オルウェン RFA Olwen | ホーソン・レスリー | 1963年 7月11日 | 1964年 7月10日  | 1965年 6月21日  | 1999年             |        |
| イギリス海軍 | A123 | オルナ RFA Olna      | ホーソン・レスリー | 1964年 7月2日  | 1965年 7月28日  | 1966年 4月1日   | 2000年 9月24日     |        |
| イギリス海軍 | A124 | オルメダ RFA Olmeda  | スワン・ハンター   | 1963年 8月27日 | 1964年 11月19日 | 1965年 10月18日 | 1994年 1月         |        |
| イラン海軍   | 431  | ハールク IRIN Kharg  | スワン・ハンター   | 1976年         | 1977年          | 1984年          | 2021年6月２日 沈没 |        |